# 1919 v letectví
Tento článek obsahuje seznam událostí souvisejících s letectvím, které proběhly roku 1919.

## Události

### Březen
- 24. března – Igor Sikorskij emigruje z Evropy do USA

## První lety
- Savoia S.16 létající člun
- De Havilland DH.14 Okapi
- Farman Sport
- Nieuport 31
- Nieuport-Delage NiD 30
- Nieuport Nighthawk
- Orenco D
- Potez SEA VII
- SIAI S.16

### Leden
- de Havilland Oxford
- Christmas Bullet
- Farman F.60 Goliath

### Únor
- Pomilio FVL-8
- Siemens-Schuckert D.VI
- 21. února – Thomas-Morse MB-3

### Duben
- British Aerial Transport Company F.K.26 Commercial

### Květen
- Armstrong Whitworth Siskin, s původním motorem ABC Dragonfly
- Avro 536
- 10. května – Avro Baby

### Červen
- 25. června – Junkers F.13

### Červenec
- Vought VE-8
- Westland Limousine

### Srpen
- 29. srpna – Avro 539

### Září
- Curtiss 18-T-2

### Říjen
- Avro 545

### Listopad
- 10. listopadu – Blériot-SPAD S.27

### Prosinec
- 2. prosince – Handley-Page W8
- 27. prosince – Boeing model 6